# 瑞芯微電子
瑞芯微电子（英語：Rockchip Electronics Co., Ltd.；上交所：603893）是中国的一家芯片设计公司，总部设在福建福州。瑞芯微电子自2001年成立以来，一直为平板电脑和個人電腦、流媒体电视盒、AI音频和视觉、IoT硬件提供SoC解决方案。它在上海、北京、深圳、杭州和香港设有办事处。它使用安謀控股许可的ARM架構設計其产品。
瑞芯微已被评为全球前50家無廠半導體公司之一。该公司与Google、Microsoft和英特尔建立了合作关系。 
瑞芯微也是中国白盒平板电脑制造商的SoC供应商，同时瑞芯微还为华硕、HP、三星和东芝等OEM提供产品。

## 市场与竞争
瑞芯微电子在平板电脑市场（曾经）的竞争对手包括：全志科技、联发科技、英特尔、炬力集成、紫光展锐、三星、晶晨、高通、博通等。
在中国平板电脑市场发展的早期阶段，瑞芯微电子就确立了市场地位，但在2012年受到了来自全志科技的挑战。2012年瑞芯微电子平板应用处理器出货量为1050万片，但同期全志科技出货量有2700万片之多。2013年的第三季度，瑞芯微的预计出货量为600万片，同期全志科技的出货量为700万片，但主要为单核心产品。2013年的第四季度和2014年的第一、第二季度，瑞芯微成为中国市场最大的平板电脑应用处理器供应商。
2014年下半年，估计有50%的平板电脑包含手机功能。包括瑞芯微在内的中国大陆SoC提供商因为不具备基频处理器技术，在与联发科技等拥有通讯技术的公司的竞争中处于下风。英特尔于2014年通过巨额补贴的方式大举进军入门级平板电脑市场。

### 与英特尔的合作
2014年5月，英特尔宣布与瑞芯微电子达成共识，将基于英特尔的凌动处理器和3G基带，共同推出英特尔商标的移动平台。英特尔和瑞芯微电子会向OEM和ODM领域的现有客户销售新的芯片。
2014年10月份，瑞芯微已开始提供面向低端智能手机的英特尔XMM6321方案。该方案包含两颗芯片：一颗集成了基频处理器（XG632）的双核心应用处理器（采用Cortex-A5架构或者Intel的解决方案），一颗集成射频芯片（AG620）。射频芯片源自被英特尔收购的英飞凌无线解决方案部门，该部门后演化成英特尔移动通信，已于2019年被苹果公司收购。

## 另見
- Chromebook
- 全志科技
- 炬力集成
- 联发科
- 展讯